# Pont-du-Casse
Pont-du-Casse település Franciaországban, Lot-et-Garonne megyében. Lakosainak száma 4192 fő (2022. január 1.). Pont-du-Casse Bajamont, Bon-Encontre, Agen, Foulayronnes és Sauvagnas községekkel határos.

## Népesség
A település népességének változása:
| Lakosok száma | 1798 | 4092 | 4479 | 4306 | 4239 | 4194 | 4212 | 4141 | 4156 | 4192 |
|               | 1968 | 1982 | 1990 | 2006 | 2013 | 2015 | 2017 | 2019 | 2020 | 2022 |